# Mercedes-Benz Rennwagen-Schnelltransporter

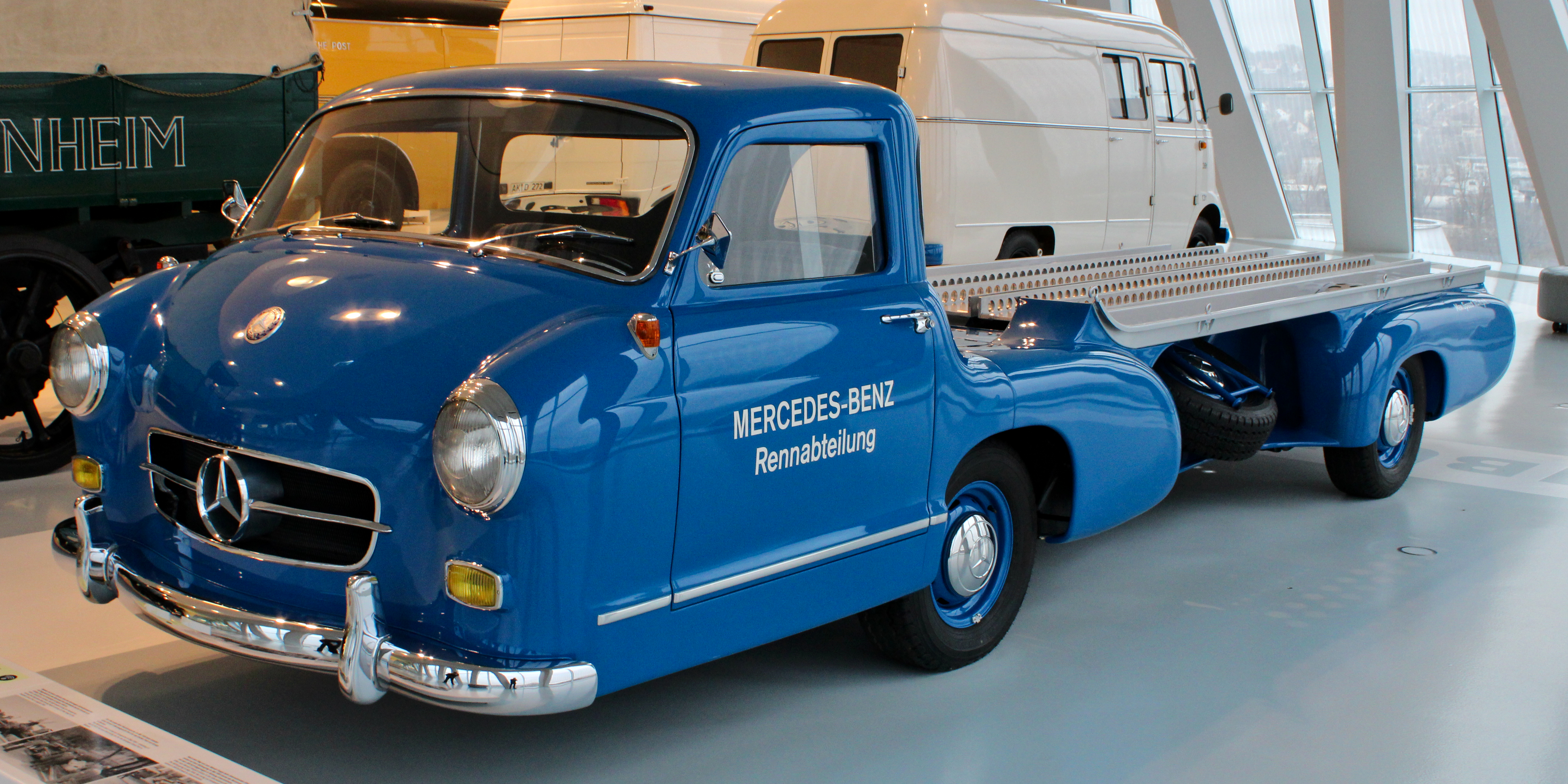
Replika des Mercedes-Benz Rennwagen-Schnelltransporters im Mercedes-Benz Museum

Der Mercedes-Benz Rennwagen-Schnelltransporter, auch Blaues Wunder genannt, war ein eigens zum Transport von Rennwagen konzipiertes Einzelstück des deutschen Automobilherstellers Mercedes-Benz. Es existiert eine originalgetreue Nachbildung.

## Geschichte

### Idee und Anfänge
Ursprünglich wurden Rennwagen auf eigenen Rädern über die Straßen bewegt. 1924 wurde erstmals ein Gefährt von Mercedes-Benz entwickelt, welches Rennwagen zwischen Werkstätten, Lagern und Rennstrecken transportieren sollte. Diese Entwicklung hatte ihren Ursprung im steigenden Wert der Boliden und in schärferen Regulationen im Straßenverkehr. Der 1924 entwickelte Transporter bestand allerdings nur aus einem Mercedes 24/100/140 PS, welcher mit einer Rampe ausgestattet war. 1955 sollte ein neuer Transporter entstehen. Diesmal wurde ab 1954 ein komplett neues Fahrzeug konzipiert und gebaut, das allerdings auch aus bereits vorhandenen Teilen bestand. Es wurden unter anderem Teile aus den Modellen 300 S, 300 SL und 180 verwendet. Zudem wurden auch neu entwickelte Bauteile verwendet. Die Karosserie und die Fertigstellung wurden von der Firma Robert Friess KG in Malmsheim übernommen.

### Aktiver Einsatz
Ab Mai 1955 wurde der Rennwagen-Schnelltransporter regelmäßig eingesetzt, um insbesondere Formel-1-Wagen und Sportwagen zu transportieren. Da Mercedes-Benz noch im selben Jahr komplett aus dem Rennsport ausstieg, erübrigte sich ab diesem Zeitpunkt ein weiterer Einsatz des Fahrzeugs als Rennwagentransporter, es wurde allerdings noch einige Jahre als Transporter für Ausstellungsstücke verwendet.

### Lebensende und Nachbildung
Im Jahr 1967 wurde der Rennwagen-Schnelltransporter schließlich verschrottet. 30 Jahre später wurde eine originalgetreue Nachbildung anhand von alten Unterlagen gebaut. Diese steht im Mercedes-Benz-Museum in Stuttgart und wird gelegentlich für Ausstellungsfahrten eingesetzt.

## Galerie

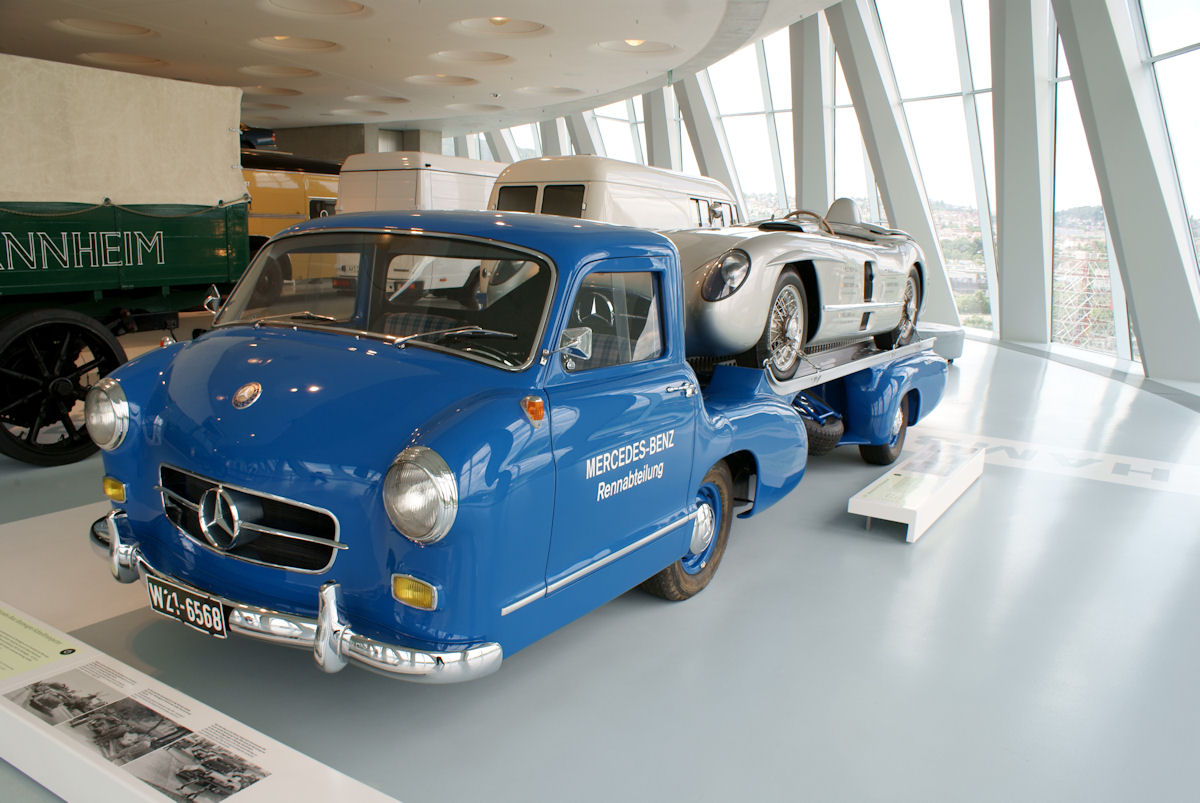
Mercedes-Benz Rennwagen-Schnelltransporter
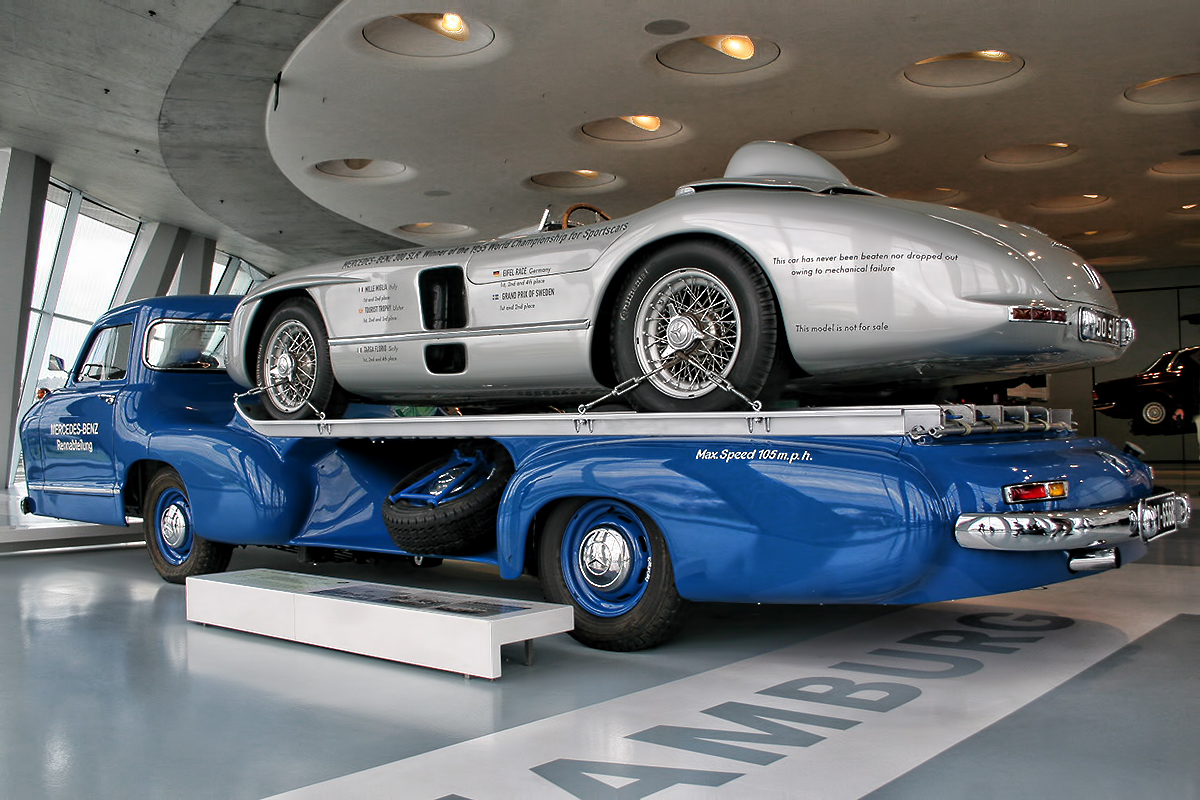
Seitenansicht mit Beladung
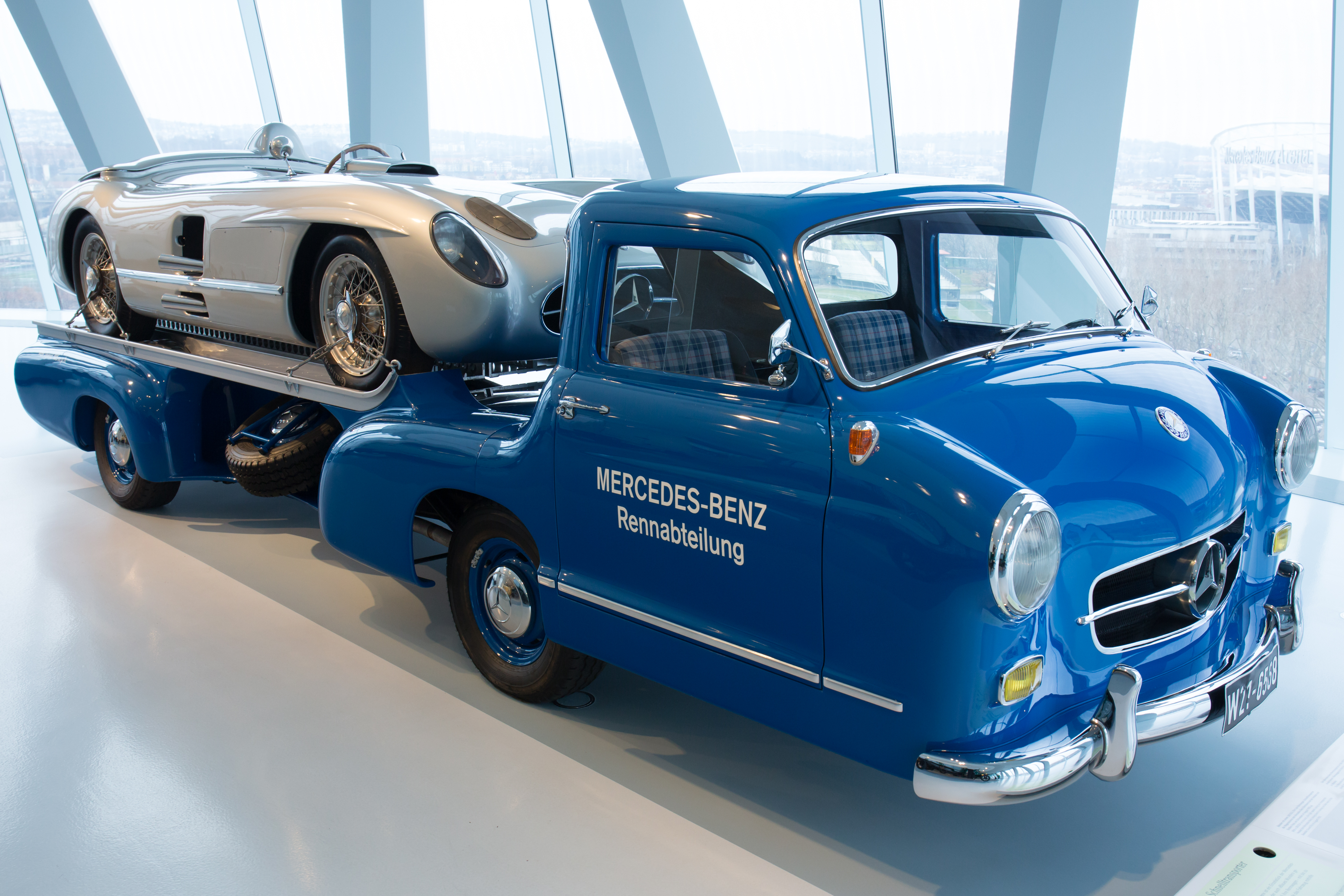
Seitenansicht Front rechts

## Technische Daten
| Kenngrößen                | Daten |
| ------------------------- | --- |
| Jahr                      | 1955 |
| Stückzahl                 | 1 |
| Motor                     | |
| Bauart                    | Sechszylinder-Viertakt-Reihenmotor |
| Zylinderkopf / Motorblock | Zylinderkopf aus Leichtmetall, Grauguss-Motorblock                                                                                    |
| Bohrung × Hub             | 85 mm × 88 mm |
| Hubraum                   | 2996 cm³ |
| Verdichtungsverhältnis    | 8,3 |
| Leistung                  | 142 kW (192 PS) bei 5500/min |
| Anzahl der Ventile        | 12, je ein Einlass- und Auslassventil pro Zylinder                                                                                    |
| Anlasser                  | Bosch EGD 1,0/12 AR 5, elektrisch |
| Tankinhalt                | 150 l |
| Kraftstoff                | Benzin |
| Kühlung                   | Wasserumlaufkühlung |
| Schmierung                | Trockensumpf-Druckumlaufschmierung über Zahnradpumpe                                                                                  |
| Kraftübertragung          | |
| Schaltung                 | 4-Gang-Mittelschaltung |
| Radantrieb, Bauart        | Hinterradantrieb, Kardanwelle |
| Karosserie / Fahrwerk     | |
| Aufbau                    | Zweisitzer, Spezialkarosserie |
| Räder                     | Stahlblech-Scheibenräder |
| Lenkung                   | Kugelumlauflenkung |
| Vorderachse               | Doppelquerlenker, Schraubenfedern, Drehstabstabilisator, Teleskopstoßdämpfer                                                          |
| Hinterachse               | Eingelenk-Pendelachse mit tiefgelegtem Drehpunkt, Schraubenfedern, Drehstabzusatzfedern, Teleskopstoßdämpfer                          |
| Bremsanlage               | Duplex-Trommelbremsen mit turbogekühlten Alfintrommeln an allen vier Rädern, zudem eine zusätzliche Scheibenbremse an der Kardanwelle |
| Fahrleistungen            | |
| Höchstgeschwindigkeit     | 170 km/h |
| Abmessungen               | |
| Radstand                  | 3050 mm |
| Länge                     | 6750 mm |
| Breite                    | 6750 mm |
| Höhe                      | 1750 mm |
| Gewicht                   | 2100 kg |